# Rothneyia tibetensis
Rothneyia tibetensis là một loài tò vò trong họ Ichneumonidae.